# Portunoidea
Portunoidea – nadrodzina skorupiaków dziesięcionogich z infrarzędu krabów.

## Opis
Kraby te mają płaski lub słabo wysklepiony karapaks o kształcie poprzecznie owalnym, prostokątnym, sześciokątnym lub zbliżonym do takowego. W obrysie jest on zwykle szerszy niż dłuższy, a najszerszy na wysokości ostatnich kolców przednio-bocznych. Frontalna krawędź karapaksu może być całobrzega lub kolczasta, a krawędzie przednio-boczne mogą mieć od zera do dziewięciu kolców. Niektóre gatunki mają na endopoditach pierwszej parzy szczękonóży płaty zwane z ang. portunid lobe. Parę odnóży wyposażoną w szczypce cechuje zwykle tęga budowa. Czasem pereiopody ostatniej pary mają owalne daktylopodity. Odwłok cechuje się zwykle niekompletnymi szwami między sternitami 4 i 5, 5 i 6, 6 i 7 oraz 7 i 8. U samca albo wszystkie segmenty odwłoka są ruchomo połączone albo te od 3. do 5. są scalone. Samca charakteryzuje również silnie zakrzywiona pierwsza para gonopodiów z haczykowatą nasadą. Wymienione cechy odnoszą się do Portunoidea zdefiniowanych w pracy Karasawy i Schweitzer z 2006.

## Systematyka
W systematyce dziesięcionogów De Grave'a i innych z 2009 do nadrodziny tej zaliczono 11 rodzin:
- Carcinidae MacLeay, 1838
- Catoptridae Borradaile, 1902
- Geryonidae Colosi, 1923
- Macropipidae Stephenson & Campbell, 1960
- Pirimelidae Alcock, 1899
- Portunidae Rafinesque, 1815
- Thiidae Dana, 1852
- †Carcineretidae Beurlen, 1930
- †Lithophylacidae Van Straelen, 1936
- †Longusorbiidae Karasawa, Schweitzer & Feldmann, 2008
- †Psammocarcinidae Beurlen, 1930

Według bazy World Register of Marine Species należy tu 8 rodzin współczesnych:
- Brusiniidae Števčić, 1991
- Carcinidae MacLeay, 1838
- Geryonidae Colosi, 1923
- Ovalipidae Spiridonov, Neretina & Schepetov, 2014
- Pirimelidae Alcock, 1899
- Polybiidae Ortmann, 1893
- Portunidae Rafinesque, 1815
- Thiidae Dana, 1852

W 2009 Schubart i Reuschel proponowali inną, opartą na analizach molekularnych klasyfikację w której do Portunoidea zaliczali 6 rodzin współczesnych:
- Carcinidae MacLeay, 1838
- Geryonidae Colosi, 1923
- Pirimelidae Alcock, 1899
- Polybiidae Ortmann, 1893
- Portunidae Rafinesque, 1815
- Thiidae Dana, 1852

Karasawa i Schweitzer w 2006 zaliczali tu 4 rodziny:
- †Carcineretidae Beurlen, 1930
- Geryonidae Colosi, 1923
- Mathildellidae Karasawa and Kato, 2003
- Portunidae Rafinesque, 1815